# لا كورنوف
لا كورنوف، (بالفرنسية: La Courneuve)‏، هي بلدية فرنسية في سين سان دوني، فرنسا. وهي تقع على بعد 8.3 كم (5.2 ميل) من وسط باريس.

## توأمة
للا كورنوف اتفاقيات توأمة مع كل من:
- Yako, Burkina Faso [الإنجليزية]‏
- فيتولازيو
- بريشوف
- أكوتال [الإنجليزية]‏

## أعلام
- هاريس بلقبلة